# Енергетика Польщі

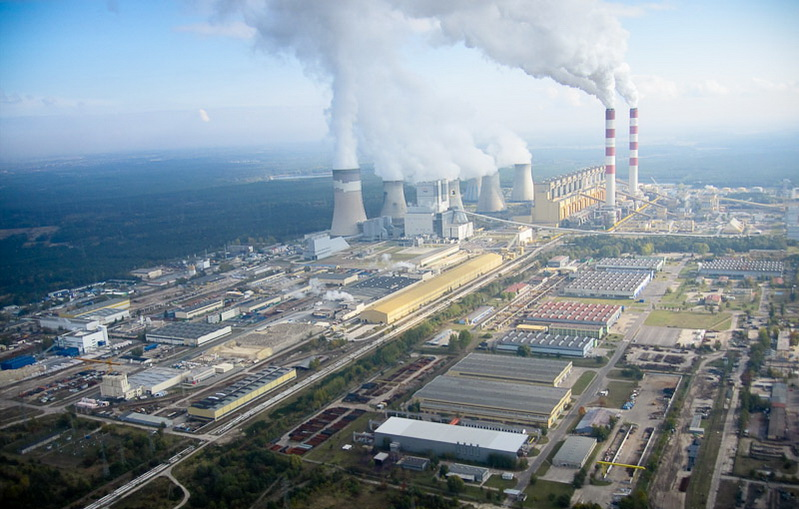
Белхатувська ТЕС — електростанція, що працює на бурому вугіллі, виробляючи 27-28 ТВт-год електроенергії на рік, або 20 % від загальної генерації електроенергії в Польщі

Енергетика Польщі — виробництво, споживання та імпорт енергії та електроенергії в Польщі.
У 2009 році Польща була 9-м найбільшим у світі виробником антрациту. Країна також є другим за величиною споживачем вугілля в Європі після Німеччини.

## Огляд
| | На душу населення (млн) | Первинна енергія (TWh) | Виробництво (TWh) | Імпорт (TWh) | Електроенергія (TWh) | CO2-викиди (Mt) |
| --- | ----------------------- | ---------------------- | ----------------- | ------------ | -------------------- | --------------- |
| 2004 | 38.2                    | 1,067                  | 917               | 157          | 131                  | 296             |
| 2007 | 38.1                    | 1,129                  | 845               | 294          | 140                  | 305             |
| 2008 | 38.1                    | 1,138                  | 830               | 352          | 142                  | 299             |
| 2009 | 38.2                    | 1,093                  | 785               | 352          | 137                  | 287             |
| 2010 | 38.2                    | 1,180                  | 784               | 373          | 144                  | 305             |
| 2012 | 38.5                    | 1,178                  | 797               | 402          | 148                  | 300             |
| 2012R | 38.5                    | 1,138                  | 831               | 360          | 148                  | 294             |
| 2013 | 38.5                    | 1,135                  | 825               | 301          | 150                  | 292             |
| Зміна 2004-13 | 0.0 %                   | 6.4 %                  | -11.2 %           | 91.7 %       | 14.5 %               | -1.4 %          |
| Mtoe = 11.63 TWh, Первинна енергія включає втрати енергії, які становлять 2/3 від ядерної енергії 2012R = Критерії обчислення CO2 змінені, дані оновлено |                         |                        |                   |              |                      |                 |

|            | Дизель | Бензин | Природний газ | Природний газ | Вугілля | Електроенергія |
| за одиницю | літр   | літр   | м3            | GJ            | GJ      | MWh            |
| ---------- | ------ | ------ | ------------- | ------------- | ------- | -------------- |
| Акциз      | 1.459  | 1.669  |               | 1.28          | 1.28    |                |
| Довкілля   |        |        |               |               |         |                |

## Вугілля
У 2009 році Польща виробила 78 мегатон (Mt) антрациту та 57 млн тонн бурого вугілля.

### Вугілля та навколишнє середовище
Видобуток вугілля має далекосяжний вплив на місцеві водні ресурси. Для видобутку вугілля потрібна велика кількість води. Гірничодобувна діяльність знизила рівень води Островського озера майже на два метри в Куявія-Померанському регіоні та озерах у ландшафтному парку Повідз. За даними Познанського університету сільського господарства, водовідведення в районах видобутку бурого вугілля Клечев утворило кратери в цьому районі. Статистика Євростату показує, що на Польщу припадає 30 % щорічного споживання вугілля ЄС.

### Вугілля та громадськість
У квітні 2008 року в Крушвиці 5 тисяч людей протестували з метою захисту культурної спадщини та природного заповідника на озері Гопло. Це був перший подібний протест в історії країни. Парк тисячоліття в Гопло (Надгопланський парк Tysiąclecia) захищений програмою Натура 2000 ЄС і включає заповідник для птахів. Шахта відкритого типу «Tomisławice» (менше 10 кілометрів від шахти «Kruszwica») мала відкритись у 2009 році.

### Вугілля та підприємництво
Белхатувська ТЕС в Лодзінському регіоні постачає майже 20 % енергії Польщі. Це найбільша в Європі електростанція, що працює на бурому вугіллі.

## Електроенергія

Виробництво електроенергії в Польщі за джерелом

У 2018 році 48 % електроенергії, виробленої в Польщі, вироблялося з антрациту, 29 % — з бурого вугілля, 13 % — відновлюваних джерел (переважно вітроенергетики) та 7 % — природного газу.

### Ядерна енергетика
У 2011 році ядерна енергетика в Польщі виробила 0% електроенергії, виробленої в країні, у Польщі на даний момент немає діючих комерційних реакторів, але будівництво першого реактора обговорюється.

## Відновлювальні джерела енергії
Обов'язкова резолюція ЄС Директива про відновлювані джерела енергії 2009 року, передбачає 15 % відновлюваної енергії від загального споживання енергії у Польщі до 2020 року. Відповідно до Національного плану дій у галузі відновлюваної енергії Польщі, показник на 2020 рік повинен перевищити це значення на 0,5 % при 15,5 % загального споживання енергії, поділившись на 19,1 % від загального споживання електроенергії, 17 % у секторі опалення та охолодження та 10,1 % у транспортному секторі.
Станом на 2014—2015 роки відновлювані джерела енергії забезпечували близько 10 % від загального обсягу первинної енергії в Польщі, а також близько 13 % від загальної кількості виробництва електроенергії.

### Прогрес до досягнення цілей
|                                                                | 2013    | 2014    | 2015    | 2016    | 2017    | 2018    |
| -------------------------------------------------------------- | ------- | ------- | ------- | ------- | ------- | ------- |
| Частка відновлюваної енергії у секторі опалення та охолодження | 14.07 % | 13.95 % | 14.54 % | 14.68 % | 14.48 % | 14.56 % |
| Частка відновлюваної енергії в електроенергетиці               | 10.73 % | 12.40 % | 13.43 % | 13.36 % | 13.09 % | 13.03 % |
| Частка відновлюваної енергії у транспортному секторі           | 6.03 %  | 5.67 %  | 5.62 %  | 3.92 %  | 4.20 %  | 5.63 %  |
| Частка відновлюваної енергії у загальному споживанні енергії   | 11.34 % | 11.45 % | 11.74 % | 11.27 % | 10.90 % | 11.16 % |

Станом на кінець 2014 року Польща досягла 11,45 % використання відновлюваної енергії у відсотках від загального споживання енергії. Загальна частка в 2014 році становила 13,95 % в секторі опалення та охолодження, 12,40 % в електроенергетиці та 5,67 % в транспортному секторі.

#### Біомаса та відходи
Станом на 2015 рік біомаса та відходи були найбільшим джерелом відновлюваної енергії у Польщі, що забезпечувало 8,9 % загального обсягу первинної енергії (ТЕС) у тому році та приблизно 6,1 % виробництва електроенергії.
Тверда біомаса є найважливішим за обсягом джерелом, забезпечує паливо для теплоелектростанцій або споживається безпосередньо для промислових або побутових потреб в теплі. Біогазові речовини також використовуються в теплових і електростанціях, а відходи в основному використовуються як паливо в промисловості. У 2014 році 0,7 млн тонн біопалива використовували в транспорті, 81 % як біодизельне паливо та 19 % як біогазове, що становить 5 % від загального споживання енергії в транспортному секторі в 2014 році.

#### Енергія вітру
| Потужність вітроенергетики ЄС та Польщі (МВт) | Потужність вітроенергетики ЄС та Польщі (МВт) | Потужність вітроенергетики ЄС та Польщі (МВт) | Потужність вітроенергетики ЄС та Польщі (МВт) | Потужність вітроенергетики ЄС та Польщі (МВт) | Потужність вітроенергетики ЄС та Польщі (МВт) | Потужність вітроенергетики ЄС та Польщі (МВт) | Потужність вітроенергетики ЄС та Польщі (МВт) | Потужність вітроенергетики ЄС та Польщі (МВт) | Потужність вітроенергетики ЄС та Польщі (МВт) | Потужність вітроенергетики ЄС та Польщі (МВт) | Потужність вітроенергетики ЄС та Польщі (МВт) | Потужність вітроенергетики ЄС та Польщі (МВт) | Потужність вітроенергетики ЄС та Польщі (МВт) | Потужність вітроенергетики ЄС та Польщі (МВт) | Потужність вітроенергетики ЄС та Польщі (МВт) | Потужність вітроенергетики ЄС та Польщі (МВт) | Потужність вітроенергетики ЄС та Польщі (МВт) | Потужність вітроенергетики ЄС та Польщі (МВт) | Потужність вітроенергетики ЄС та Польщі (МВт) | Потужність вітроенергетики ЄС та Польщі (МВт) |
| №                                             | Країна                                        | 2016                                          | 2015                                          | 2014                                          | 2013                                          | 2012                                          | 2011                                          | 2010                                          | 2009                                          | 2008                                          | 2007                                          | 2006                                          | 2005                                          | 2004                                          | 2003                                          | 2002                                          | 2001                                          | 2000                                          | 1999                                          | 1998                                          |
| --------------------------------------------- | --------------------------------------------- | --------------------------------------------- | --------------------------------------------- | --------------------------------------------- | --------------------------------------------- | --------------------------------------------- | --------------------------------------------- | --------------------------------------------- | --------------------------------------------- | --------------------------------------------- | --------------------------------------------- | --------------------------------------------- | --------------------------------------------- | --------------------------------------------- | --------------------------------------------- | --------------------------------------------- | --------------------------------------------- | --------------------------------------------- | --------------------------------------------- | --------------------------------------------- |
| -                                             | EU-27                                         | 153,641                                       | 142,042                                       | 128,751                                       | 117,384                                       | 105,696                                       | 93,957                                        | 84,074                                        | 74,767                                        | 64,712                                        | 56,517                                        | 48,069                                        | 40,511                                        | 34,383                                        | 28,599                                        | 23,159                                        | 17,315                                        | 12,887                                        | 9,678                                         | 6,453                                         |
| 9                                             | Польща                                        | 5,782                                         | 5,100                                         | 3,834                                         | 3,390                                         | 2,497                                         | 1,616                                         | 1,107                                         | 725                                           | 544                                           | 276                                           | 153                                           | 83                                            | 63                                            | 63                                            | 27                                            | 0                                             | 0                                             | 0                                             | 0                                             |

За оцінками, вітроенергетика забезпечила 6,6 % загальної генерації електроенергії у 2015 році.
Польський план NREAP орієнтований на 7 700 МВт вітроенергії до 2020 року, тоді як прогноз EWEA на 2009 рік передбачає, що потенційна більша потужність вітру 10–12 ГВт.
Польський уряд планував досягти 2000 МВт енергії вітру та 2,3 % частки виробництва вітру у споживанні енергії в домогосподарствах до 2010 року. На кінець 2010 року потужність становила 1010 МВт. Якби Польща мала ту саму щільність енергії вітру, як Данія, до кінця 2008 року було б 23 ГВт енергії вітру.

#### Гідроелектростанції
| Назва              | Розміщення                    | На душа населення, MWe | Тип             | Посилання     |
| ------------------ | ----------------------------- | ---------------------- | --------------- | ------------- |
| Жарновецька ГАЕС   | Поморське воєводство          | 680                    | насосне сховище | [ 25 ]        |
| Жар                | Сілезьке воєводство           | 500                    | насосне сховище | [ 26 ]        |
| Солинська ГЕС-ГАЕС | Солина                        | 200                    | насосне сховище | [ 27 ]        |
| Влоцлавек          | Куявсько-Поморське воєводство | 160                    | гребля річки    | [ 28 ]        |
| Жидово             | Західнопоморське воєводство   | 150                    | насосне сховище | [ 29 ]        |
| Недзиця            | Малопольське воєводство       | 92.75                  | насосне сховище | [ 30 ] [ 31 ] |
| Дихув              | Любуське воєводство           | 90                     | насосне сховище | [ 32 ]        |
| Рожнов             | Малопольське воєводство       | 50                     | течія річки     | [ 33 ] [ 34 ] |
| Грайовка           | Любуське воєводство           | 2.79                   | течія річки     | [ 35 ] [ 36 ] |
| Заплановано        |                               |                        |                 |               |
| Млоти              | Нижньосілезьке воєводство     | 750                    | насосне сховище | [ 31 ] [ 37 ] |

У 2014 році потужність гідроелектростанцій становила 2364 МВт, а також 1 406 МВт потужність акумуляції. У 2015 році гідроелектроенергія виробила приблизно 1,1 % від загальної кількості електроенергії у Польщі.

#### Сонячна енергія
| 2005 | 2006 | 2007 | 2008 | 2009 | 2010 | 2011 | 2012 | 2013 | 2014 | 2015  | 2016  | 2017 | 2018  |
| ---- | ---- | ---- | ---- | ---- | ---- | ---- | ---- | ---- | ---- | ----- | ----- | ---- | ----- |
| 0.3  | 0.4  | 0.6  | 1    | 1    | 2    | 1.8  | 3.4  | 4.2  | 29.9 | 110.9 | 193.9 | 287  | 486.5 |

Сонячна потужність зростала повільно, досягаючи 4,2 МВт до 2013 року. Після 2013 року встановлена потужність почала швидше зростати, досягнувши 486,5 МВт до 2018 року.

## Якість повітря

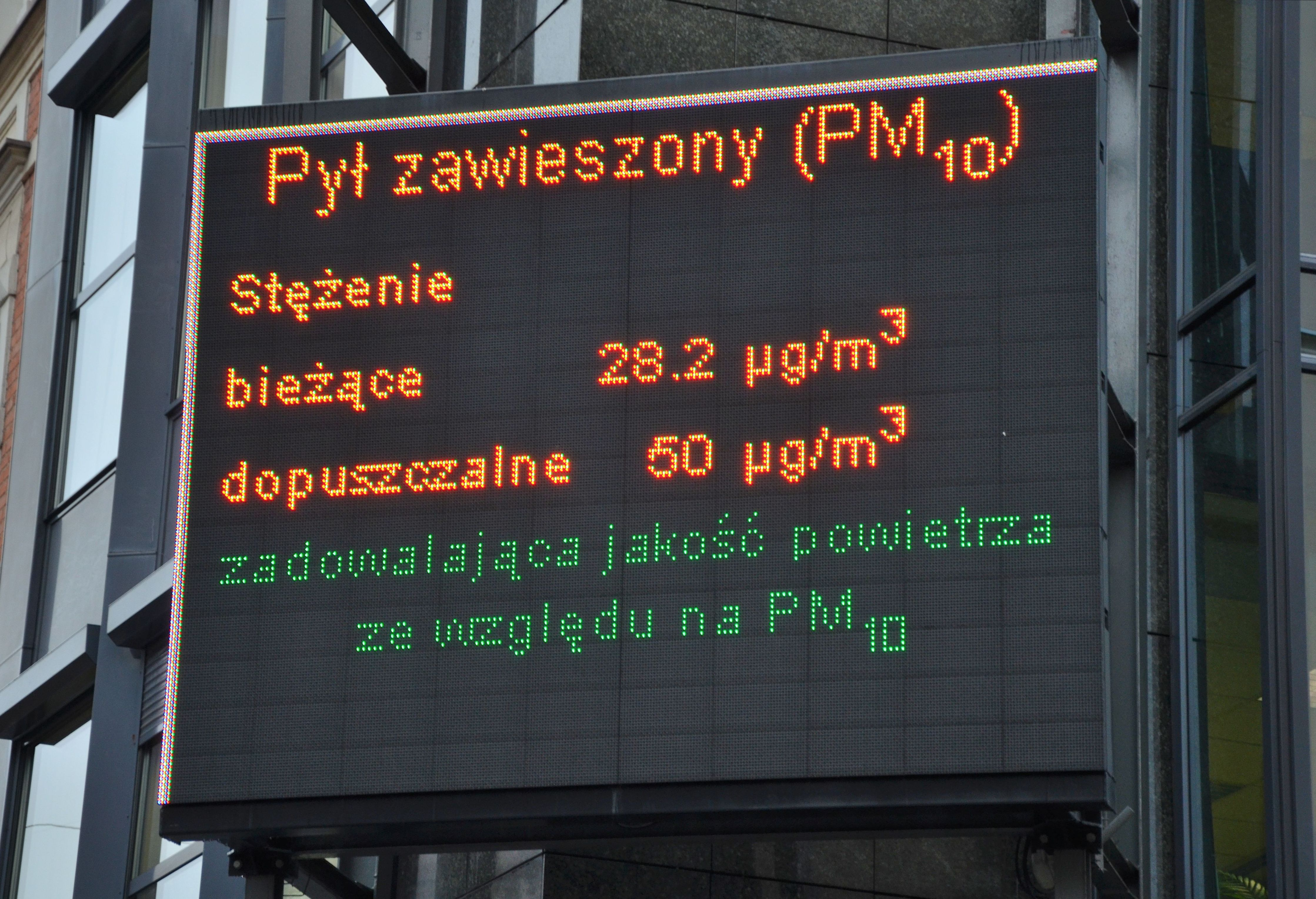
Інформація про якість повітря на PM10 відображається в Катовиці, Польща

Межа попередження PM10 становить 300 мкг / м3 у Польщі, тоді як у Парижі — 80.

## Глобальне потепління
Польща виступила проти пропозиції ЄС 2009 року щодо підтримки країн, що розвиваються, у застосуванні заходів проти глобального потепління, коштом 5-7 мільярдів євро протягом 2010—2012 років.